# Lista de vereadores de Lapão (Bahia)
Esta é a lista de vereadores de Lapão, município brasileiro do estado da Bahia.
A Câmara Municipal de Lapão é o órgão legislativo do município de Lapão e é formada por onze cadeiras.

## 10ª Legislatura (2021–2024)
Estes são os vereadores eleitos na eleições de 15 de novembro de 2020, pelo período de 1° de janeiro de 2021 a 31 de dezembro de 2024:
|    | Nome                                                                        | Partido                                        | Votos | %    | Observações |
| -- | --------------------------------------------------------------------------- | ---------------------------------------------- | ----- | ---- | ----------- |
| 1  | Cláudio José Rodrigues (Salvador, 16.01.1976–)                              | Partido Comunista do Brasil (PCdoB)            | 1.101 | 6,17 | 5º mandato  |
| 2  | Suely Maria de Menezes Dourado (Irecê, 18.12.1977–)                         | Partido da Social Democracia Brasileira (PSDB) | 1.068 | 5,98 | 2º mandato  |
| 3  | Juarez Alves Dourado (Lapão, 22.01.1969–)                                   | Partido dos Trabalhadores (PT)                 | 920   | 5,15 | 4º mandato  |
| 4  | Georges Antares Vilela da Silva, George da Satur (Irecê, 23.04.1972–)       | Partido Social Democrático (PSD)               | 912   | 5,11 | 1º mandato  |
| 5  | Maria Josélia Gomes de Matos, Zélia Didi (Lapão, 08.12.1972–)               | Progressistas (PP)                             | 706   | 3,96 | 1º mandato  |
| 6  | Paulo Henrique Dourado de Almeida, Paulinho do Lageado (Irecê, 07.08.1969–) | Progressistas (PP)                             | 665   | 3,73 | 4º mandato  |
| 7  | Núvia Carlane Rodrigues de Lima Silva e Souza (2021) (Irecê, 08.04.1970–)   | Partido Social Democrático (PSD)               | 663   | 3,71 | 2º mandato  |
| 8  | Maria Enedina da Silva Franca, Lúcia do Mercado (Irecê, 19.08.1971–)        | Progressistas (PP)                             | 647   | 3,63 | 2º mandato  |
| 9  | Cliton da Silva Dourado (Lapão, 21.02.1958–)                                | Partido Social Democrático (PSD)               | 629   | 3,52 | 4º mandato  |
| 10 | Hugo Juliano Pires de Carvalho (Irecê, 23.11.1990–)                         | Democratas (DEM)                               | 514   | 2,88 | 1º mandato  |
| 11 | José Messias Neto, Zé Neto (Irecê, 01.11.1960–)                             | Partido da Social Democracia Brasileira (PSDB) | 304   | 1,70 | 3º mandato  |

## 9ª Legislatura (2017–2020)
Estes são os vereadores eleitos na eleições de 2 de outubro de 2016, pelo período de 1° de janeiro de 2017 a 31 de dezembro de 2020:
|    | Nome                                                                        | Partido                                        | Voto  | %    | Observações |
| -- | --------------------------------------------------------------------------- | ---------------------------------------------- | ----- | ---- | ----------- |
| 1  | Suely Maria de Menezes Dourado (Irecê, 18.12.1977–)                         | Partido da Social Democracia Brasileira (PSDB) | 1.560 | 9,44 | 1º mandato  |
| 2  | Juarez Alves Dourado (Lapão, 22.01.1969–)                                   | Partido Social Democrático (PSD)               | 1.017 | 6,16 | 3º mandato  |
| 3  | Cláudio José Rodrigues (2019-2020) (Salvador, 16.01.1976–)                  | Partido Comunista do Brasil (PCdoB)            | 992   | 6,00 | 4º mandato  |
| 4  | Jedson Gomes de Matos, Jedinho (Lapão, 18.01.1978–)                         | Partido Social Democrático (PSD)               | 966   | 5,85 | 2º mandato  |
| 5  | Maria Enedina da Silva Franca, Lúcia do Mercado (Irecê, 19.08.1971–)        | Partido Republicano Brasileiro (PRB)           | 878   | 5,31 | 1º mandato  |
| 6  | Luis Carlos Lopes Gadéa (2017-2018) (Madre de Deus, 18.03.1949–)            | Partido Social Democrático (PSD)               | 777   | 4,70 | 2º mandato  |
| 7  | Paulo Roberto Reis Silva (Lapão, 04.09.1977–)                               | Partido dos Trabalhadores (PT)                 | 696   | 4,21 | 2º mandato  |
| 8  | Núvia Carlane Rodrigues de Lima Silva e Souza (Irecê, 08.04.1970–)          | Partido Social Democrático (PSD)               | 590   | 3,57 | 1º mandato  |
| 9  | Cliton da Silva Dourado (Lapão, 21.02.1958–)                                | Partido Comunista do Brasil (PCdoB)            | 577   | 3,49 | 3º mandato  |
| 10 | Paulo Henrique Dourado de Almeida, Paulinho do Lageado (Irecê, 07.08.1969–) | Partido Progressista (PP)                      | 541   | 3,27 | 3º mandato  |
| 11 | Ednaldo José Fernandes (Irecê, 02.03.1964–)                                 | Partido Verde (PV)                             | 403   | 2,44 | 3º mandato  |

## 8ª Legislatura (2013–2016)
Estes são os vereadores eleitos nas eleições de 7 de outubro de 2012, pelo período de 1° de janeiro de 2013 a 31 de dezembro de 2016:
|    | Nome                                                                        | Partido                               | Votos | %    | Observações |
| -- | --------------------------------------------------------------------------- | ------------------------------------- | ----- | ---- | ----------- |
| 1  | Jedson Gomes de Matos, Jedinho (Lapão, 18.01.1978–)                         | Partido Social Democrático (PSD)      | 1.055 | 6,55 | 1º mandato  |
| 2  | Getúlio Silva e Souza (2013-2014) (Irecê, 13.11.1951–)                      | Partido Social Democrático (PSD)      | 932   | 5,79 | 5º mandato  |
| 3  | Juarez Alves Dourado (2015-2016) (Lapão, 22.01.1969–)                       | Partido Social Democrático (PSD)      | 914   | 5,68 | 2º mandato  |
| 4  | Paulo Roberto Reis Silva (Lapão, 04.09.1977–)                               | Partido dos Trabalhadores (PT)        | 776   | 4,82 | 1º mandato  |
| 5  | Cláudio José Rodrigues (Salvador, 16.01.1976–)                              | Partido Comunista do Brasil (PCdoB)   | 755   | 4,69 | 3º mandato  |
| 6  | Luiz Carlos Lopes Gadeia (Madre de Deus, 18.03.1949–)                       | Partido Verde (PV)                    | 732   | 4,55 | 1º mandato  |
| 7  | Eusvalter Dourado Alcântara, Valtinho (Lapão, 17.12.1975–)                  | Partido Trabalhista do Brasil (PTdoB) | 722   | 4,48 | 1º mandato  |
| 8  | Paulo Henrique Dourado de Almeida, Paulinho do Lageado (Irecê, 07.08.1969–) | Partido Progressista (PP)             | 695   | 4,32 | 2º mandato  |
| 9  | Profª Aline Dourado do Nascimento (Jacobina, 08.04.1981–)                   | Partido dos Trabalhadores (PT)        | 667   | 4,14 | 1º mandato  |
| 10 | Lienete Matos Mendonça Cardoso (Ibititá, 16.07.1957–)                       | Partido Social Cristão (PSC)          | 657   | 4,08 | 1º mandato  |
| 11 | Ramilton Viana dos Santos (Lapão, 27.08.1949–)                              | Partido Democrático Trabalhista (PDT) | 640   | 3,97 | 2º mandato  |

## 7ª Legislatura (2009–2012)
Estes são os vereadores eleitos nas eleições de 5 de outubro de 2008, pelo período de 1° de janeiro de 2009 a 31 de dezembro de 2012:
|   | Nome                                                                     | Partido                                            | Votos | %    | Observações                                              |
| - | ------------------------------------------------------------------------ | -------------------------------------------------- | ----- | ---- | -------------------------------------------------------- |
| 1 | Sandro Rodrigues Barbosa (Lapão, 22.08.1974–)                            | Partido do Movimento Democrático Brasileiro (PMDB) | 1.119 | 7,05 | 1º mandato                                               |
| 2 | Getúlio Silva e Souza (Irecê, 13.11.1951–)                               | Partido da Social Democracia Brasileira (PSDB)     | 1.016 | 6,40 | 4º mandato                                               |
| 3 | Juarez Alves Dourado (Lapão, 22.01.1969–)                                | Partido Verde (PV)                                 | 1.003 | 6,32 | 1º mandato                                               |
| 4 | Josélio Vieira Matos, Didi (Lapão, 28.08.1969–)                          | Partido da República (PR)                          | 961   | 6,05 | 6º mandato                                               |
| 5 | Cláudio José Rodrigues, do Sindicato (2009-2010) (Salvador, 16.01.1976–) | Partido Comunista do Brasil (PCdoB)                | 940   | 5,92 | 2º mandato                                               |
| 6 | Bráulio Mendonça Cardoso (11.03 a 31.12.2012) (Lapão, 29.01.1958–)       | Partido Social Cristão (PSC)                       | 796   | 5,01 | 3º mandato                                               |
| 7 | Paulo Henrique Dourado de Almeida, Paulinho (Irecê, 07.08.1969–)         | Partido Democrático Trabalhista (PDT)              | 706   | 4,45 | 1º mandato                                               |
| 8 | Orlando Vilela Morais (Lapão, 09.03.1963–)                               | Partido dos Trabalhadores (PT)                     | 705   | 4,44 | 1º mandato                                               |
| 9 | Marcelo Dourado Silva (2011-02.03.2012) (Lapão, 02.01.1981–)             | Partido Comunista do Brasil (PCdoB)                | 534   | 3,36 | 2º mandato. Renuncia em 09.03.2012                       |
| — | Ramilton Viana dos Santos (Irecê, 27.08.1949–)                           | Partido Comunista do Brasil (PCdoB)                | 497   | 3,13 | 1º mandato. Empossado em 17.03 a 20.12.2012              |
| — | Ulisses Gaspar de Souza (Iraquara, 26.06.1946–)                          | Partido Comunista do Brasil (PCdoB)                | 297   | 1,87 | 1º mandato. Empossado por decisão judicial em 21.12.2012 |

## 6ª Legislatura (2005–2008)
Estes são os vereadores eleitos nas eleições de 3 de outubro de 2004, pelo período de 1° de janeiro de 2005 a 31 de dezembro de 2008:
|   | Nome                                                              | Partido                                        | Votos | %    | Observações |
| - | ----------------------------------------------------------------- | ---------------------------------------------- | ----- | ---- | ----------- |
| 1 | Gilmário Carneiro Pimenta (Irecê, 21.03.1974–)                    | Partido da Social Democracia Brasileira (PSDB) | 954   | 6,54 | 2º mandato  |
| 2 | Cláudio José Rodrigues (Salvador, 16.01.1976–)                    | Partido da Social Democracia Brasileira (PSDB) | 944   | 6,48 | 1º mandato  |
| 3 | Wilson Bráulio Cardoso Santos (2005-2006) (Irecê, 07.07.1954–)    | Partido Progressista (PP)                      | 880   | 6,04 | 3º mandato  |
| 4 | Getúlio Silva e Souza (Irecê, 12.01.1951–)                        | Partido da Social Democracia Brasileira (PSDB) | 771   | 5,29 | 3º mandato  |
| 5 | Josélio Vieira Matos, Didi (07.2007-12.2008) (Lapão, 28.08.1947–) | Partido Liberal (PL)                           | 742   | 5,09 | 5º mandato  |
| 6 | José Messias Neto, Zé Neto (05 a 07.2007) (Irecê, 01.11.1960–)    | Partido Social Cristão (PSC)                   | 719   | 4,93 | 2º mandato  |
| 7 | Orestes Menezes Mariano (Lapão, 18.07.1974–)                      | Partido dos Trabalhadores (PT)                 | 707   | 4,85 | 1º mandato  |
| 8 | Zenedi Ferreira da Silva (Lapão, 14.03.1940–)                     | Partido Liberal (PL)                           | 594   | 4,07 | 1º mandato  |
| 9 | Ednaldo José Fernandes (Irecê, 02.03.1964–)                       | Partido Democrático Trabalhista (PDT)          | 468   | 3,21 | 2º mandato  |

## 5ª Legislatura (2001–2004)
Estes são os vereadores eleitos nas eleições de 1º de outubro de 2000, pelo período de 1° de janeiro de 2001 a 31 de dezembro de 2004:
|    | Nome                                                                     | Partido                                        | Votos | %    | Observações                            |
| -- | ------------------------------------------------------------------------ | ---------------------------------------------- | ----- | ---- | -------------------------------------- |
| 1  | Bráulio Mendonça Cardoso (Lapão, 29.01.1958–)                            | Partido da Frente Liberal (PFL)                | 1.108 | 8,42 | 2º mandato                             |
| 2  | Gilmário Carneiro Pimenta (2003-2004) (Irecê, 21.03.1974–)               | Partido Trabalhista Brasileiro (PTB)           | 928   | 7,05 | 1º mandato                             |
| 3  | Josélio Vieira Matos (2001-2002) (Irecê, 28.08.1947–)                    | Partido Liberal (PL)                           | 749   | 5,69 | 4º mandato                             |
| 4  | Cliton da Silva Dourado, o Grande (Irecê, 21.02.1958–)                   | Partido da Social Democracia Brasileira (PSDB) | 726   | 5,52 | 2º mandato                             |
| 5  | Getúlio Silva e Souza (Irecê, 12.01.1951–)                               | Partido da Social Democracia Brasileira (PSDB) | 677   | 5,15 | 2º mandato                             |
| 6  | Milson Ribeiro dos Santos (Ribeira do Pombal, 30.01.1957–)               | Partido Trabalhista Brasileiro (PTB)           | 615   | 4,67 | 1º mandato                             |
| 7  | José Antônio Batista Ferreira (Irecê, 10.01.1970–)                       | Partido Liberal (PL)                           | 574   | 4,36 | 1º mandato                             |
| 8  | Ailton Costa Dourado (Irecê, 25.12.1954–)                                | Partido Trabalhista Brasileiro (PTB)           | 564   | 4,29 | 2º mandato                             |
| 9  | Marcelo Dourado Silva (Lapão, 02.01.1981–)                               | Partido da Social Democracia Brasileira (PSDB) | 521   | 3,96 | 1º mandato                             |
| 10 | Ednaldo José Fernandes, Naldo (Irecê, 02.03.1964–)                       | Partido Socialista Brasileiro (PSB)            | 454   | 3,45 | 1º mandato                             |
| 11 | Geová de Lima Sobrinho (São José do Egito, 06.04.1964–Lapão, 07.06.2003) | Partido da Frente Liberal (PFL)                | 414   | 3,15 | 5º mandato. Falecido durante o mandato |
| —  | Carlos Oliveira Pires (Irecê, 16.11.1955–)                               | Partido da Frente Liberal (PFL)                | 187   | 1,42 | 1º mandato. Empossado em 09.06.2003    |

## 4ª Legislatura (1997–2000)
Estes são os vereadores eleitos nas eleições de 3 de outubro de 1996, pelo período de 1° de janeiro de 1997 a 31 de dezembro de 2000:
|    | Nome                                                           | Partido                                            | Votos | %    | Observações |
| -- | -------------------------------------------------------------- | -------------------------------------------------- | ----- | ---- | ----------- |
| 1  | Josélio Vieira Matos (Irecê, 28.08.1947–)                      | Partido da Social Democracia Brasileira (PSDB)     | 625   | 5,24 | 3º mandato  |
| 2  | Ailton Costa Dourado (Irecê, 25.12.1954–)                      | Partido Trabalhista Brasileiro (PTB)               | 613   | 5,14 | 1º mandato  |
| 3  | Cliton da Silva Dourado (Irecê, 21.02.1958–)                   | Partido do Movimento Democrático Brasileiro (PMDB) | 557   | 4,67 | 1º mandato  |
| 4  | Edgar Lopes Guirra (Campo Formoso, 26.04.1953–)                | Partido Progressista Brasileiro (PPB)              | 553   | 4,63 | 1º mandato  |
| 5  | Wilson Bráulio Cardoso Santos (1997-1998) (Irecê, 07.07.1954–) | Partido do Movimento Democrático Brasileiro (PMDB) | 482   | 4,04 | 2º mandato  |
| 6  | Geová de Lima Sobrinho (São José do Egito, 06.04.1964–)        | Partido da Frente Liberal (PFL)                    | 475   | 3,98 | 4º mandato  |
| 7  | Vilmário Gaspar de Souza                                       | Partido da Frente Liberal (PFL)                    | 474   | 3,97 | 1º mandato  |
| 8  | Getúlio Silva e Souza (1999-2000) (Irecê, 12.01.1951–)         | Partido do Movimento Democrático Brasileiro (PMDB) | 466   | 3,90 | 1º mandato  |
| 9  | Iraildes Alves de Souza Belarmino (Irecê, 29.08.1964–)         | Partido Trabalhista Brasileiro (PTB)               | 435   | 3,64 | 1º mandato  |
| 10 | João Mendonça Leão Filho (Utinga, 04.09.1965–)                 | Partido Social Cristão (PSC)                       | 434   | 3,64 | 4º mandato  |
| 11 | Lelivaldo Mendes de Queiroz                                    | Partido da Frente Liberal (PFL)                    | 425   | 3,56 | 4º mandato  |

## 3ª Legislatura (1993–1996)
Estes são os vereadores eleitos nas eleições de 3 de outubro de 1992, pelo período de 1° de janeiro de 1993 a 31 de dezembro de 1996:
|    | Nome                                                                | Partido | Votos | % | Observações                         |
| -- | ------------------------------------------------------------------- | ------- | ----- | - | ----------------------------------- |
| 1  | Geová de Lima Sobrinho (1993-1994) (São José do Egito, 06.04.1964–) |         |       |   | 3º mandato                          |
| 2  | Lelivaldo Mendes de Queiroz (1995-1996)                             |         |       |   | 3º mandato                          |
| 3  | Abderman Carneiro Pimenta                                           |         |       |   | 1º mandato                          |
| 4  | José Ferreira Primo Neto                                            |         |       |   | 1º mandato                          |
| 5  | José Messias Neto (Irecê, 01.11.1960–)                              |         | 402   |   | 1º mandato                          |
| 6  | José Paulo Cavalcante                                               |         |       |   | 1º mandato. Cassado em 28.05.1993   |
| 7  | Josélio Vieira Matos (Irecê, 28.08.1947–)                           |         |       |   | 2º mandato                          |
| 8  | Josemário Silva                                                     |         |       |   | 1º mandato                          |
| 9  | Juscelino Ribeiro da Silva                                          |         |       |   | 1º mandato                          |
| 10 | Valter Nilson Rodrigues Barbosa                                     |         |       |   | 1º mandato                          |
| 11 | Wilson Bráulio Cardoso Santos (Irecê, 07.07.1954–)                  |         |       |   | 1º mandato                          |
| —  | Ivanilson Gonçalves dos Santos                                      |         |       |   | 1º mandato. Empossado em 04.06.1993 |

## 2ª Legislatura (1989–1992)
Estes são os vereadores eleitos nas eleições de 15 de novembro de 1988, pelo período de 1° de janeiro de 1989 a 31 de dezembro de 1992:
|    | Nome                                                             | Partido              | Votos | % | Observações                                 |
| -- | ---------------------------------------------------------------- | -------------------- | ----- | - | ------------------------------------------- |
| 1  | José Carlito Carneiro Dourado (1989-1990) (Lapão, ??–14.05.1990) | Partido Liberal (PL) |       |   | 2º mandato Falecido durante o mandato       |
| 2  | José Mário Dourado                                               |                      |       |   | 1º mandato                                  |
| 3  | Valterniro Alves de Oliveira                                     |                      |       |   | 2º mandato                                  |
| 4  | Edgar Lopes Guirra (Campo Formoso, 26.04.1953–)                  |                      |       |   | 1º mandato                                  |
| 5  | José Fernandes Araújo (1991-1992)                                |                      |       |   | 1º mandato                                  |
| 6  | Hésio Sena Dourado (1990)                                        |                      |       |   | 1º mandato                                  |
| 7  | Josélio Vieira Matos (Irecê, 28.08.1947–)                        |                      |       |   | 1º mandato                                  |
| 8  | Lelivaldo Mendes de Queiroz                                      |                      |       |   | 2º mandato                                  |
| 9  | Nazário Alves de Lucena                                          |                      |       |   | 1º mandato                                  |
| 10 | Valter Nilson Rodrigues Barbosa                                  |                      |       |   | 1º mandato                                  |
| 11 | Moisés José da Silva                                             |                      |       |   | 1º mandato                                  |
| 12 | Náiro Rocha Souza                                                |                      |       |   | 1º mandato                                  |
| 13 | Geová de Lima Sobrinho (São José do Egito, 06.04.1964–)          |                      |       |   | 2º mandato                                  |
| —  | Anizio Pereira da Silva                                          |                      |       |   | 2º mandato Assumiu no lugar de José Carlito |

## 1ª Legislatura (1986–1988)
Estes são os vereadores eleitos nas eleições de 15 de novembro de 1985, pelo período de 1° de janeiro de 1986 a 31 de dezembro de 1988:
|    | Nome                                                      | Partido                              | Votos | % | Observações                                     |
| -- | --------------------------------------------------------- | ------------------------------------ | ----- | - | ----------------------------------------------- |
| 1  | Bráulio Mendonça Cardoso (1986-1987) (Lapão, 29.01.1958–) |                                      |       |   | 1º mandato                                      |
| 2  | Lelivaldo Mendes de Queiroz (1988)                        |                                      |       |   | 1º mandato                                      |
| 3  | Adelson Vilela Dourado                                    |                                      |       |   | 1º mandato                                      |
| 4  | Anísio Pereira da Silva                                   |                                      |       |   | 1º mandato                                      |
| 5  | Antônio Menezes Loyola                                    |                                      |       |   | 1º mandato                                      |
| 6  | Ernane Ailson Nunes de Queiroz                            |                                      |       |   | 1º mandato                                      |
| 7  | Genivaldo Pires                                           |                                      |       |   | 1º mandato                                      |
| 8  | Geová de Lima Sobrinho (São José do Egito, 06.04.1964–)   |                                      |       |   | 1º mandato                                      |
| 9  | Gleide Alves de Menezes                                   |                                      |       |   | 1º mandato                                      |
| 10 | Jazon Ferreira Primo (Irecê, 09.01.1951–)                 | Partido Trabalhista Brasileiro (PTB) |       |   | 1º mandato                                      |
| 11 | Renato Dourado Matos                                      |                                      |       |   | 1º mandato. Foi empossado indevidamente         |
| 12 | José Carlito Carneiro Dourado                             |                                      |       |   | 1º mandato                                      |
| 13 | Valterniro Alves Oliveira                                 |                                      |       |   | 1º mandato                                      |
| 14 | João Bosco de Souza (Bom Jesus da Lapa, 11.02.1958–)      |                                      |       |   | 1º mandato. Ocupou a cadeira por ordem judicial |

## Legenda
| Cor  | Significado          |
| Bege | Presidente da Câmara |
| Azul | Suplente             |